# Campeonato Italiano de Futebol de 1911–12 – Primeira Divisão
A Primeira Divisão do Campeonato Italiano de Futebol de 1911–12, também conhecida oficialmente como Prima Categoria de 1911–12, foi a 15.ª edição da principal divisão do Campeonato Italiano de Futebol (a 9.ª como Prima Categoria).
A competição foi organizada pela Federazione Italiana Giuoco Calcio — FIGC (em português:  Federação Italiana de Futebol) e disputada entre 24 de setembro de 1911 e 5 de maio de 1912.
O título de campeão ficou com o Pro Vercelli, seu quarto título.

## Premiação
| Campeonato Italiano de Futebol de 1911–12 Primeira Divisão |
| ---------------------------------------------------------- |
| Football Club Pro Vercelli 1892 Campeão (4.º título)       |